# 牛久学園通り

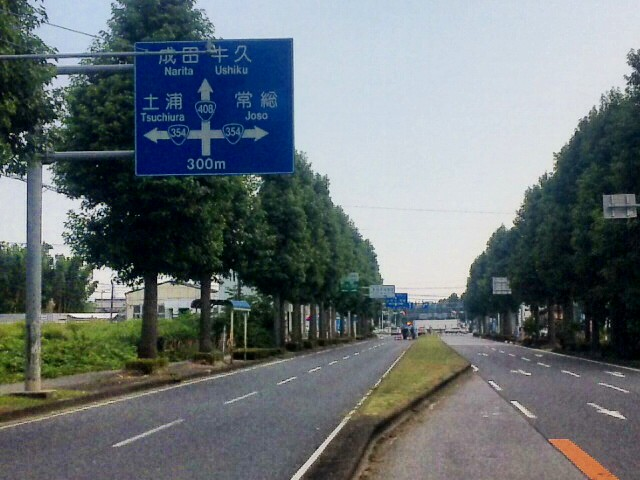
つくば市榎戸付近

牛久学園通り（うしくがくえんどおり）とは、茨城県牛久市柏田町からつくば市松代へ至る国道408号区間の通称である。

## 概要
一般に牛久市の国道408号と国道6号交点である「学園都市南入口」交差点から、つくば市のT字交差点である「松代」交差点までの国道408号であり都市計画道路の通称。途中の主要交差点は国道354号交点の「榎戸」交差点がある。車線数は対向4車線あり、車道部と歩道部の間の街路樹帯の所々に牛久学園通りを明示した案内標識が建てられている。全線が国道408号指定で、つくば市内における都市計画道路の名称は「研究学園都市計画道路 3・2・4号 牛久学園線」、牛久市内における名称は「竜ヶ崎・牛久都市計画道路 3・3・11号 牛久・学園線」である。
つくば市牧園、高野台、観音台、藤本、松代の各地区の一部では、道路沿いの施設に車が直接入ることはできず、脇道より進入するような構造に制限されている。

### 路線データ
- 路線
  - 国道408号

学園都市南入口交差点（国道6号）からつくば市松代（土浦学園線・エキスポ大通り）まで
- 延長：8.7km
- 幅員：25m
- 接続路線
  - 国道6号（学園都市南入口交差点）
  - 茨城県道202号館野牛久線 （はんのき台交差点）
  - 国道6号牛久土浦バイパス（大井西交差点）
  - 国道354号（榎戸交差点）
  - 茨城県道19号取手つくば線（茨城県道123号土浦坂東線・重複）（松代交差点）

## 沿線
牛久学園通りの北部は松代の住宅地の西側を抜けている。南進すると、果樹研究所が西側にある。果樹試験場入口交差点からすぐ南の国道354号交点の榎戸交差点までは渋滞名所。榎戸交差点は学園都市内の主要交差点と同様に、左折専用レーンがあり、「左折可」となっている。動物衛生研究所・農業環境技術研究所・畜産草地研究所などの研究所地帯とそれに隣接する住宅を抜けると大井西交差点である。ここは国道6号牛久土浦バイパスとの交点であるが、この交差点から西側はまだ事業化されていない。この地域は旧茎崎町の地域である。
森林総合研究所を過ぎると牛久市内に入り、終端部の学園都市南入口交差点となる。国道6号との交点であるため、朝夕は渋滞している。ここも左折レーンが設置されている。

## 街路樹
牛久学園通りの街路樹は、次の通りである
- 松代交差点 - 大井北交差点　モミジバフウ
- 大井北交差点 - 学園都市南入口交差点　シラカシ